# Tofskoua
Tofskoua (Coua cristata) är en fågel i familjen gökar inom ordningen gökfåglar.

## Utseende och läte
Tofskouan är en gråfärgad och tofsförsedd gök med lång stjärt. Liksom alla kouer har den en bjärt färgad bar hudfläck runt ögat. Fjäderdräkten varierar geografiskt, där fåglar i sydväst är tegelröda under stjärten. Arten är mycket ljudlig med ett flertal läten. Det vanligaste är en "laserpistol"-liknande serie med genomträngande och fallande ljud.

## Utbredning och systematik
Tofskoua delas in i fyra underarter:
- Coua cristata cristata – förekommer på norra och östra Madagaskar (i söder till Mahajanga och i öster till nära Farafanga)
- Coua cristata dumonti – förekommer på västra centrala Madagaskar (Mahajanga till Morondava, övergående i pyropyga'’ mellan floderna Tsiribihina och Mangoky)
- Coua cristata pyropyga – förekommer på sydvästra och södra Madagaskar (från floden Mangoky och Morondava österut till strax väster om Tolagnaro i Anosyennebergens västsluttning och sydost utmed kusten
- Coua cristata maxima – endast känd från ett specimen från sydöstra Madagaskar (Tolagnaroregionen)

Birdlife International och internationella naturvårdsunionen IUCN urskiljer sedan 2014 underarten pyropyga som den egna arten, "kastanjegumpad koua" (Coua pyropyga).

## Levnadssätt
Tofskouan hittas i alla skogstyper på låg och medelhög höjd. Där ses den röra sig nyfiket och rastlöst genom träden, inte så ofta flygande. 

## Status
IUCN hotkategoriserar pyropyga och övriga underarter var för sig, pyropyga som nära hotad och övriga som livskraftig.

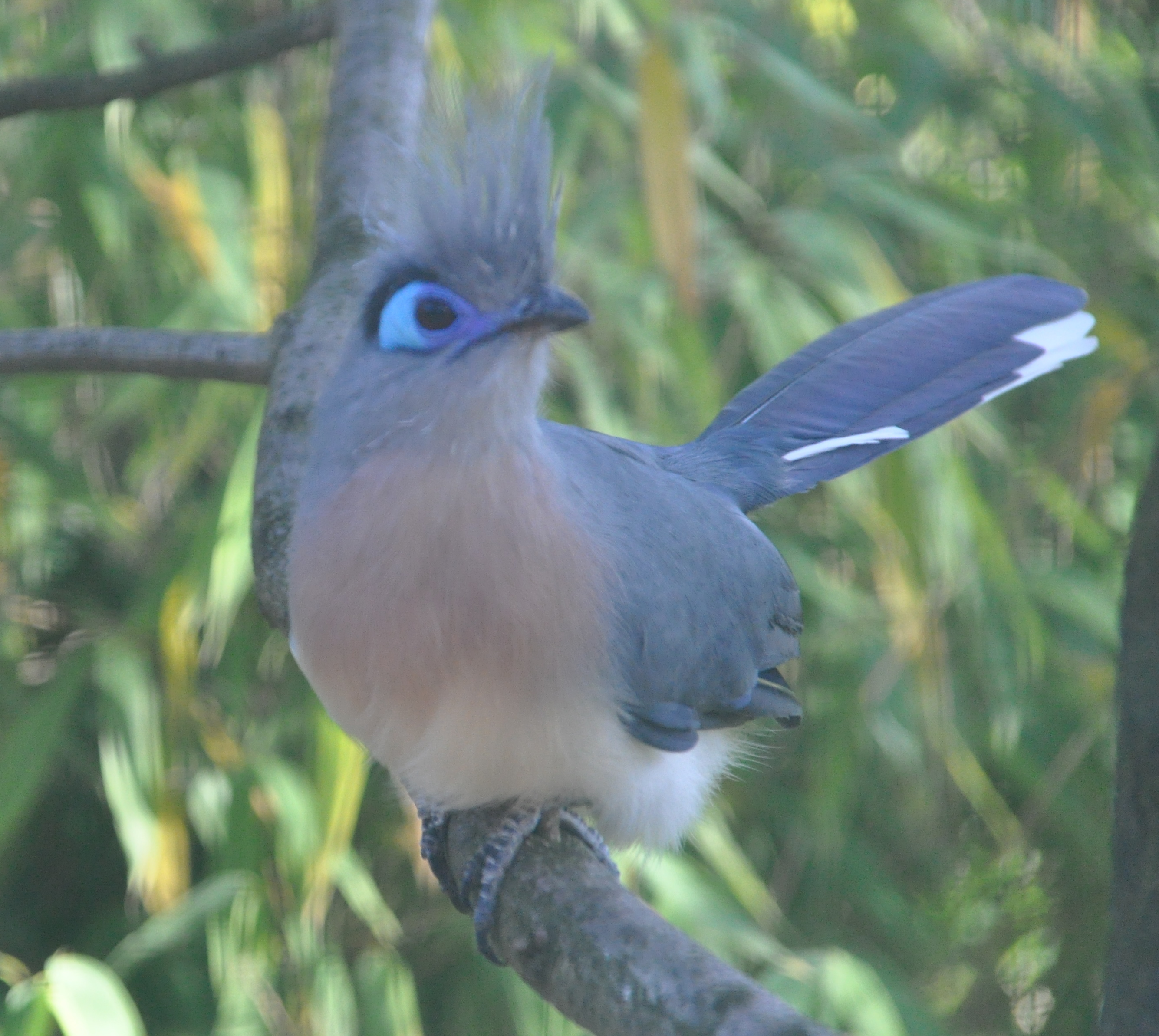
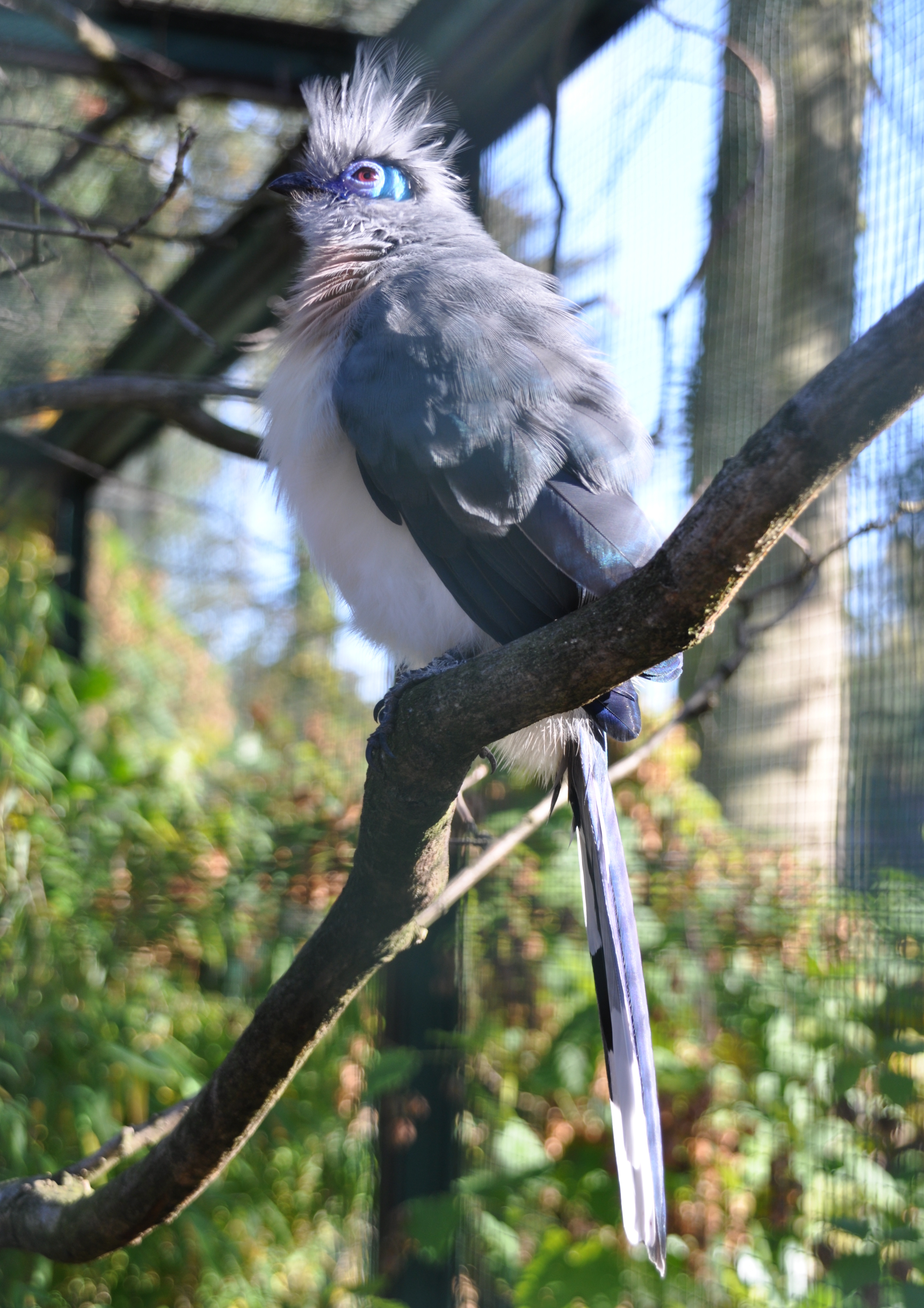